# Kung-fu Master (película)
Kung-fu Master, también conocida por el subtítulo «El pequeño Amor» es una película de drama francesa de 1988 dirigida por Agnès Varda. Fue seleccionada para competir por el Oso de Oro en el 38.º Festival Internacional de Cine de Berlín.

## Sinopsis
Cuenta la historia de amor entre Mary-Jane de 40 años, y Julien de 14 años. Mary-Jane (Jane Birkin) se encuentra con Julien (Mathieu Demy) durante una fiesta que organiza su hija adolescente, Lucy, en su casa. Julien ha bebido demasiado y Mary-Jane le provoca el vómito para que se sienta mejor. Intrigada por él, va a visitar a Lucy a la escuela para ver si puede volver a verlo y casi lo golpea con su coche. Con el pretexto de ver si está bien, Mary-Jane lleva a Julien a un café donde juega su juego de arcade favorito, Kung Fu Master. Intrigada por Julien y sabiendo que quiere volver a verlo, Mary-Jane va a buscar otros lugares con el juego. Antes de que ella pueda pensar en otra razón para ver a Julien, sin embargo, él viene a su casa y pasan el día juntos de compras. Al final del día, Julien besa la mano de Mary-Jane. 
En la escuela, Julien y Lucy deben trabajar juntos en un proyecto y debido a que él está tan ansioso por trabajar en el proyecto, ella cree que está enamorado de ella.  Mary-Jane y Julien continúan pensando en formas de estar cerca el uno del otro. Cuando Mary-Jane escucha a Lucy hablando de que Julien falta a la escuela, visita su casa para darle la tarea y le permite acariciar su pecho. Más tarde la invita a celebrar con él y la lleva a un hotel donde la besa. Mary-Jane se resiste tibiamente, pero luego lo abofetea cuando comienza a fumar en el ascensor y huye de él.
Mientras trabaja en un proyecto con Lucy, Julien se entera de que Lucy se va a Inglaterra con su familia durante las próximas vacaciones. Julien logra que Lucy lo invite. En Pascua, mientras esconde huevos, Mary-Jane es sorprendida por Julien. Los dos terminan besándose y son descubiertos por Lucy, que está horrorizada por el hecho de que su madre esté besando a un niño de 14 años. Después de contarle a su madre lo que sucedió, Mary-Jane es animada por ella para que lleve a Julien y a su hija menor Lou a una isla remota donde la familia tiene una casa para intentar jugar con su flirteo. En la isla, los dos se declaran su amor y disfrutan de una relación cercana. Al final de su tiempo en la isla, Mary-Jane se preocupa de perder a Julien y él se olvidará de ella, pero promete amarla para siempre.
Después de su regreso de la isla, la madre de Julien amenaza con presentar cargos, mientras Mary-Jane pierde la custodia de Lucy. Mary Jane nunca más supo de él. Mientras tanto, en una sala de juegos, Julien finalmente gana el juego Kung Fu Master. Le pide a un empleado de la sala de juegos que llame a Mary-Jane y le diga que ha ganado, pero el empleado se da por vencido después de que él llama y Lou contesta el teléfono. Más tarde, en su nueva escuela, cuando otros chicos le preguntan si alguna vez ha tenido una novia, él habla con desdén de Mary-Jane diciendo que ella solo era una ama de casa aburrida con la que se acostó una vez. 

## Ficha técnica
- Realización: Agnès Varda
- Guion: Agnès Varda según un relato de Jane Birkin
- Fotografía: Pierre-Laurent Chenieux
- Sonido: Olivier Schwob
- Montaje: Marie-Jo Audiard
- Música: Joanna Bruzdowicz
- Producción delegada: Ciné-Tamaris
- Coproducción: La Siete

## Reparto
- Jane Birkin: Mary-Jane
- Mathieu Demy: Julien
- Charlotte Gainsbourg: Lucy
- Lou Doillon: Lou

## Producción
Birkin concibió la película mientras Agnès Varda la filmaba para el documental Jane B. par Agnès V. La mayoría del elenco se tomó de la familia de Birkin y Varda, con las hijas y los padres de Birkin en la vida real interpretando a sus hijas. y padres en la película. Charlotte Gainsbourg admitió más tarde que no le gustaba el rodaje de Jane B. par Agnès V. y Kung Fu Master, ya que Varda y su equipo de filmación permanecieron acampados en su casa durante un año para completar los proyectos.

## Lugares de rodaje
- Varias escenas están rodadas en el liceo Molière (París).
- La película utiliza en su introducción y en varias escenas las tomas de perfil, muy características del videojuego Kung-Fu Master. Además en la misma salen escenas en recreativos de la época con fragmentos de varios niveles del juego en su versión de máquina de arcade.

## Trayectoria
En 2015, tanto Kung Fu Master como Jane B. par Agnès V. fueron adquiridas para su distribución en Estados Unidos por Cinelicious Pics. Las películas disfrutaron de un breve relanzamiento teatral antes de ser transmitidas en el servicio de transmisión de películas Fandor (sitio de la película). Varda expresó su frustración por el lanzamiento limitado de la película diciendo "Puedo obtener la Palma de Oro, pero no puedo exhibir, así que es una contradicción".